# Notiocoelotes
Notiocoelotes is een geslacht van spinnen uit de  familie van de Amaurobiidae (nachtkaardespinnen).

## Soorten
- Notiocoelotes laosensis Wang, Xu & Li, 2008
- Notiocoelotes lingulatus Wang, Xu & Li, 2008
- Notiocoelotes palinitropus (Zhu & Wang, 1994)
- Notiocoelotes sparus (Dankittipakul, Chami-Kranon & Wang, 2005)
- Notiocoelotes vietnamensis Wang, Xu & Li, 2008